# Carlow-Kilkenny (kiesdistrict)
Carlow-Kilkenny is een kiesdistrict in Ierland voor de verkiezingen voor Dáil Éireann, het lagerhuis van het Ierse parlement: de Oireachtas. Het district had bij de laatste verkiezingen (2011) 105.449 kiezers. Momenteel heeft het district 5 zetels.
Het district wordt gevormd door het gehele County Kilkenny en vrijwel geheel County Carlow. Een klein deel van Carlow maakt deel uit van het kiesdistrict Wicklow.
Het district was oorspronkelijk gevormd bij de oprichting van de Ierse Vrijstaat. In 1937 werd het opgeheven en vormde Carlow een district samen met Kildare en was Kilkenny een eigen district. In 1948 werd het huidige district weer opnieuw gevormd.
In 2002 werd Séamus Pattison, tot de verkiezingen voorzitter van de Dáil, Ceann Comhairle of Dáil Éireann, zoals gebruikelijk, zonder tegenkandidaat, herkozen op een van de vijf zetels.
Bij de verkiezingen in 2002 behaalde Fianna Fáil 3 zetels, Fine Gael 1 en Labour 1, de Ceann Comhairle. Bij de verliezingen in 2007 verloor Labour zijn zetel aan de Ierse Groenen. Fianna Fáil behield haar 3 zetels, Fine Gael haalde opnieuw 1 zetel.

## Bekende leden
W.T. Cosgrave, de eerste  minister-president van de Ierse Vrijstaat was TD voor Carlow-Kilkenny tussen 1921 en 1927.

## Referendum
Bij het abortusreferendum in 2018 stemde in het kiesdistrict 63,5% van de opgekomen kiezers voor afschaffing van het abortusverbod in de grondwet.